# Mesosmittia guanajensis
Mesosmittia guanajensis är en tvåvingeart som beskrevs av Andersen och Mendes 2002. Mesosmittia guanajensis ingår i släktet Mesosmittia och familjen fjädermyggor. Inga underarter finns listade i Catalogue of Life.